# Air Catalunya
Air Catalunya fue una pequeña compañía aérea catalana creada en 2001 con la intención de conectar las cuatro provincias de Cataluña con el resto de la península y el extranjero. 

## Historia
En octubre de 2001 se cancelaba la ruta Gerona-Madrid operada por Iberia Regional-Air Nostrum. Enric Terrats, jefe del servicio de Aeropuertos y Transporte Aéreo de la Generalidad de Cataluña mantuvo conversaciones con Spanair, Air Europa y la recién creada Air Catalunya para cubrir esta ruta, Air Catalunya fue la interesada en obtener el slot de dicha ruta que le fue concedido por AENA a principios de 2002. La aerolínea optó hacer el vuelo sin subvenciones públicas.
Con un Fairchild Swearingen Metroliner III perteneciente a North Flying, matriculado OY-BPH, configurado para 19 pasajeros, en abril de 2002 empezaba Air Catalunya a volar en la ruta Gerona-Madrid. Air Catalunya también conectó el aeropuerto de Reus con Madrid, Palma de Mallorca y Tánger, además de rutas entre Gerona, Menorca, Ibiza, Palma y Lourdes. Air Catalunya tenía un ambicioso plan de crecimiento, pero la competencia de Intermed en la ruta Gerona-Madrid hizo que la ocupación en esta ruta se redujera bastante, el poco éxito de las nuevas rutas y el conflicto con la denuncia puesta por Air Catalunya a la Generalidad catalana por las ayudas ilegales a Intermed hicieron que Air Catalunya cesara sus operaciones a principios de 2003.

## Antiguos destinos
| Países    | Destinos          | Aeropuertos                           | Desde | Desde | Desde | Desde |
| Países    | Destinos          | Aeropuertos                           | GRO   | PMI   | MAH   | REU   |
| --------- | ----------------- | ------------------------------------- | ----- | ----- | ----- | ----- |
| España    | Gerona            | Aeropuerto de Gerona                  |       | X     | X     |       |
| España    | Ibiza             | Aeropuerto de Ibiza                   |       | X     | X     |       |
| España    | Madrid            | Aeropuerto de Madrid-Barajas          | X     |       |       | X     |
| España    | Mahón             | Aeropuerto de Menorca                 | X     |       |       | X     |
| España    | Palma de Mallorca | Aeropuerto de Palma de Mallorca       | X     |       | X     | X     |
| España    | Reus              | Aeropuerto de Reus                    |       | X     | X     |       |
| Francia   | Lourdes           | Aeropuerto de Tarbes-Lourdes-Pirineos |       | X     |       |       |
| Marruecos | Tánger            | Aeropuerto de Tánger-Ibn Battuta      |       |       |       | X     |

## Antigua flota
| Aeronaves                           | Total | Introducido | Retirado | Matrículas |
| ----------------------------------- | ----- | ----------- | -------- | ---------- |
| Fairchild Swearingen Metroliner III | 1     | 2002        | 2002     | OY-BPH     |